# R.B.I. Baseball
 (mai 2019).
Si vous disposez d'ouvrages ou d'articles de référence ou si vous connaissez des sites web de qualité traitant du thème abordé ici, merci de compléter l'article en donnant les références utiles à sa vérifiabilité et en les liant à la section « Notes et références ».
RBI Baseball (en Amérique du Nord, ou Pro Yakyū Family Stadium au Japon) est un jeu vidéo de baseball sorti en 1986. Il a été développé par Namco et édité par Tengen.